# 18. skupina astronautů NASA

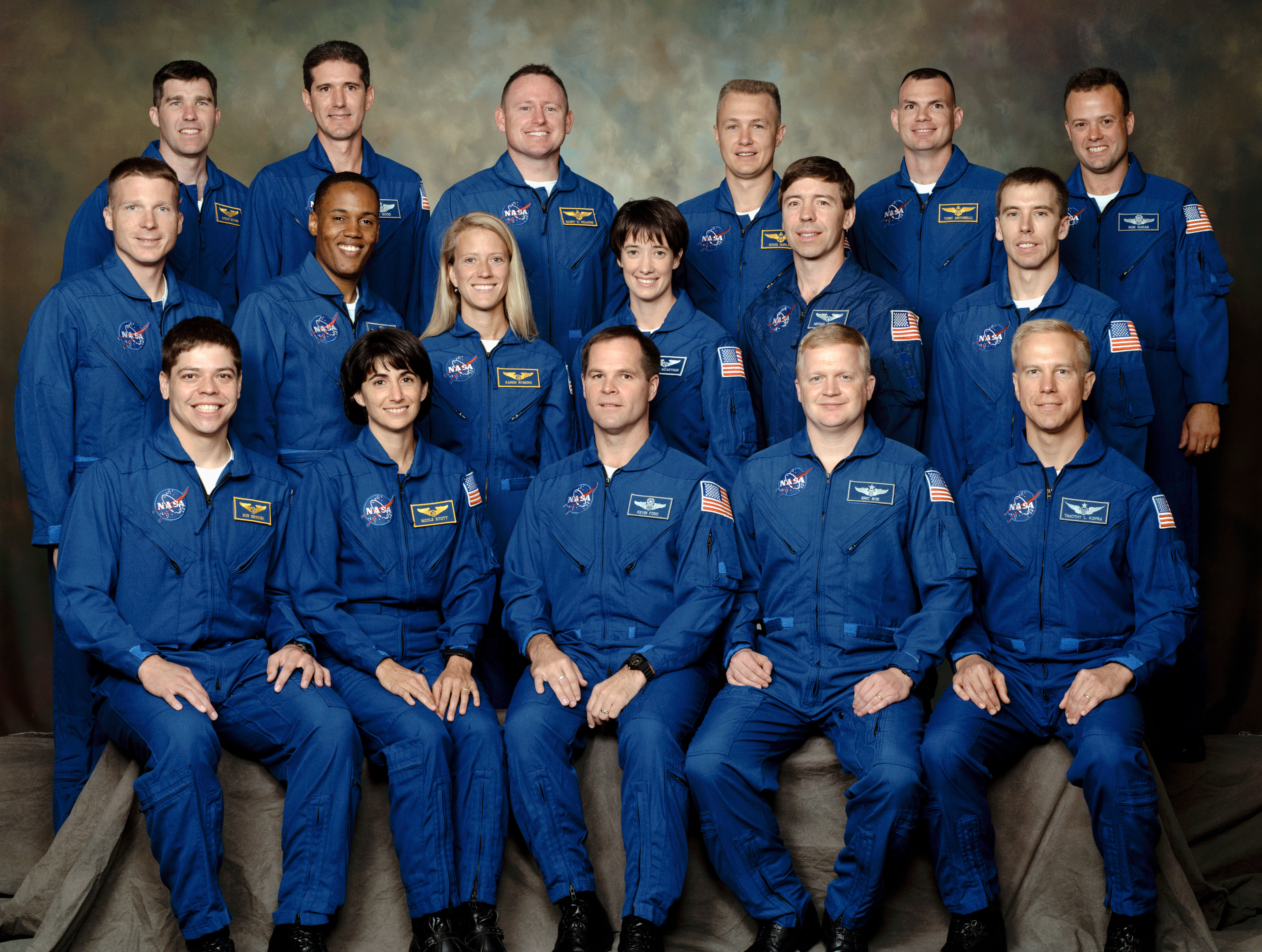

18. skupina astronautů NASA (The Bugs) má 17 členů. Začali trénovat v srpnu 2000.

## Seznam členů
- Dominic Anthony Antonelli
  - Pilot, STS-119 (Discovery)
  - Pilot, STS-132 (Atlantis)

- Eric Allen Boe
  - Pilot, STS-126 (Endeavour)
  - Pilot, STS-133 (Discovery)
- Kevin Anthony Ford
  - Pilot, STS-128 (Discovery)
- Ronald John Garan, Jr.
  - Letový specialista, STS-124 (Discovery)
  - Palubní inženýr, Sojuz TMA-21
  - Palubní inženýr, Expedice 27/28 (ISS)
- Douglas Gerald Hurley
  - Pilot, STS-127 (Endeavour)
  - Pilot, STS-135 (Atlantis)
- Terry Wayne Virts, Jr.
  - Pilot, STS-130 (Endeavour)
  - Palubní inženýr, Sojuz TMA-15M
  - Palubní inženýr, Expedice 42 (ISS)
  - Velitel, Expedice 43 (ISS)
- Barry Eugene Wilmore
  - Pilot, STS-129 (Atlantis)
  - Palubní inženýr, Sojuz TMA-14M
  - Palubní inženýr, Expedice 41 (ISS)
  - Velitel, Expedice 42 (ISS)
  - Velitel, Boeing Crew Flight Test (ISS)
- Michael Reed Barratt
  - Palubní inženýr, Sojuz TMA-14
  - Palubní inženýr, Expedice 19/20 (ISS)
  - Letový specialista, STS-133 (Discovery)
- Robert Louis Behnken
  - Letový specialista, STS-123 (Endeavour)
  - Letový specialista, STS-130 (Endeavour)
- Stephen Gerald Bowen
  - Specialista mise, STS-126 (Endeavour)
  - Letový specialista, STS-132 (Atlantis)
  - Letový specialista, STS-133 (Discovery)
- Benjemin Alvin Drew
  - Letový specialista, STS-118 (Endeavour)
  - Letový specialista, STS-133 (Discovery)
- Andrew Jay Feustel
  - Letový specialista, STS-125 (Atlantis)
  - Letový specialista, STS-134 (Endeavour)
- Michael Timothy Good
  - Letový specialista, STS-125 (Atlantis)
  - Letový specialista, STS-132 (Atlantis)
- Timothy Lennart Kopra
- Katherine Megan McArthurová
  - Letový specialista, STS-125 (Atlantis)
- Karen Lujean Nybergová
- Nicole Passonno Stottová